# COMIC@LOID
COMIC@LOID（コミカロイド）とはアスキー・メディアワークスから発行されていたVOCALOIDの漫画化をコンセプトにした漫画雑誌。2012年12月26日より無料で閲覧できるデジタル誌として創刊号Vol.0がニコニコ静画などで配信を開始し、2013年7月17日からは紙の雑誌版も刊行された。2015年3月19日のvol.19をもって最終号となった。

## ウェブ版
複数のサイトで配信されるが、サイトによってVol.0配信日やVol.1以降の更新日も異なっている。ニコニコ静画とBook☆WalkerではVol.0は2012年12月26日に配信され、更新日は奇数月10日だがpixivコミックではVol.0が2013年1月の配信で以降の更新日も奇数月20日になっている。

## 主な連載作品
- モザイクロール（監修：インターネット、原案：DECO*27、漫画：Akka）
- メグメグ☆シンガーソーングファイター（監修：インターネット、漫画：CAFFEIN）
- サリシノハラ（原曲：みきとP、漫画：CHRIS）
- シリョクケンサ（監修：インターネット、原案：40mP、ストーリー構成：シャノ、作画：たま）※最終号をもってWeb漫画サイト「@vitamin」に移籍